# آني لوري
آني لوري (بالإنجليزية: Annie Laurie)‏ هي موسيقية أمريكية، ولدت في 11 أغسطس 1924 في أتلانتا في الولايات المتحدة، وتوفيت في 13 نوفمبر 2006 في تيتوسفيل في الولايات المتحدة.

## وصلات خارجية
- آني لوري على موقع ميوزك برينز (الإنجليزية)
- آني لوري على موقع أول ميوزيك (الإنجليزية)
- آني لوري على موقع ديسكوغز (الإنجليزية)